# Movimiento Caribeño de Liberación de Antigua
El Movimiento Caribeño de Liberación de Antigua (en inglés: Antigua Caribbean Liberation Movement), abreviado como ACLM, fue un partido político socialista de Antigua y Barbuda que existió entre 1968 y 1992. Fue liderado por Tim Hector y Harold Lovell (más tarde líder del Partido Progresista Unido).
Como una escisión del ala más radical del Movimiento Laborista Progresista (PLM), el ACLM tuvo estrechos contactos con el Partido Comunista de Cuba y el Movimiento New Jewel de Granada. Apoyó la Revolución Cubana y tuvo una visión pancaribeña y panafricana, adhiriendo a la ideología del Poder Negro. Editó el periódico Outlet, que llegó a tener una tirada de 5.000 ejemplares. El partido compitió electoralmente dos veces, en las elecciones de 1980, obteniendo tan solo 259 votos en todo el país, y en 1989, ubicándose en tercer lugar con 435 votos. Nunca pudo ganar escaños. En abril de 1992, el ACLM se fusionó con el PLM y el Partido Democrático Nacional Unido para fundar el Partido Progresista Unido, hasta la fecha uno de los dos principales partidos políticos de Antigua y Barbuda.